# Dorcadion tianshanskii
Dorcadion tianshanskii là một loài bọ cánh cứng trong họ Cerambycidae.